# Ching Johnson
Ivan Wilfred „Ching“ Johnson (* 7. Dezember 1897 oder 1898 in Winnipeg, Manitoba; † 16. Juni 1979 in Silver Spring, Maryland) war ein kanadischer Eishockeyspieler und -trainer. Der Verteidiger bestritt zwischen 1926 und 1938 knapp 500 Spiele für die New York Rangers und die New York Americans in der National Hockey League. In dieser Zeit gewann er mit den Rangers zweimal den Stanley Cup und wurde viermal ins NHL All-Star Team berufen. 1958 ehrte man ihn mit der Aufnahme in die Hockey Hall of Fame.

## Karriere

### Anfänge
Ching Johnson wurde am 7. Dezember 1897, nach anderen Quellen am gleichen Tag im Jahre 1898, in Winnipeg geboren. Mit dem organisierten Eishockeysport begann er erst 1919, nachdem er als Teil der Canadian Expeditionary Force im Ersten Weltkrieg gedient hatte. In der Saison 1919/20 lief er in seiner Heimat für die Winnipeg Monarchs auf, während er in einem Elektrizitätswerk arbeitete. Anschließend zog es den Kanadier in die Vereinigten Staaten, wo er im Bundesstaat Minnesota für die Eveleth Rangers, die Minneapolis Rockets sowie die Minneapolis Millers in semiprofessionellen Ligen aktiv war. In Minneapolis wurde Johnson im Jahre 1926 gemeinsam mit Taffy Abel, seinem Partner in der Abwehr, von Conn Smythe entdeckt, der zu diesem Zeitpunkt auf der Suche nach Spielern für die neu gegründeten New York Rangers aus der National Hockey League (NHL) war. In der Folge unterzeichneten beide ihren ersten Profivertrag in New York und wechselten zur Saison 1926/27, der Debütsaison der Rangers, in die NHL.

### New York Rangers
Johnson und die New York Rangers etablierten sich prompt in der NHL, so erreichte das Team bereits in seiner ersten Spielzeit den ersten Platz in der American Division. Im Folgejahr gewannen die Broadway Blueshirts in den Playoffs 1928 ihren ersten Stanley Cup, mit einem 3:2-Sieg im Endspiel gegen die Montreal Maroons. Der Verteidiger bestach dabei, wie in seiner gesamten NHL-Karriere, vor allem durch körperlich betontes Eishockey und avancierte mit harten Checks zum Publikumsliebling im heimischen Madison Square Garden. 1931 wurde er ins NHL Second All-Star Team, 1932 und 1933 ins NHL First All-Star Team gewählt, während er mit den Rangers 1933 seinen zweiten Stanley Cup erringen konnte. Darüber hinaus belegte der Kanadier Rang zwei in der Abstimmung für den Most Valuable Player der Saison 1931/32, nur Howie Morenz erhielt mehr Stimmen und somit die Hart Trophy. 1934 berief man ihn ein weiteres Mal ins NHL Second All-Star Team.
Insgesamt war Johnson von 1926 bis 1937 in elf Saisons für die Rangers aktiv und bestritt in dieser Zeit über 400 Spiele. Zudem sammelte er mit 826 mehr Strafminuten als jeder andere Spieler New Yorks, eine Bestmarke, die erst Anfang der 1960er Jahre von Lou Fontinato übertroffen wurde.

### Karriereende
Nach der Spielzeit 1936/37 wurde Johnson aufgrund seines fortgeschrittenen Alters von den Rangers entlassen und wechselte in der Folge innerhalb der Stadt zu den New York Americans. Dort verbrachte er seine letzte NHL-Saison, an deren Ende er seine Profikarriere nach insgesamt 496 NHL-Spielen beendete. Er kehrte anschließend zu den Minneapolis Millers zurück und ließ seine aktive Laufbahn hier in zwei Spielzeiten in der American Hockey Association ausklingen, wobei er bereits parallel als Trainer des Teams aktiv war. Anschließend war er als Trainer kurzzeitig in Kalifornien sowie bei den Washington Lions tätig, verfolgte diese Karriere allerdings ebenso nicht weiter wie die des Schiedsrichters. Er fungierte in der Eastern Hockey League als Linienrichter und checkte in dieser Funktion in einem Spiel einen Spieler, ein Vorfall, den er nach der Partie mit den Worten „Instinkt, schätze ich.“ kommentierte.
1958 wurde Johnson in die Hockey Hall of Fame aufgenommen. Er ließ sich in Silver Spring im Bundesstaat Maryland nieder und verstarb dort am 16. Juni 1979.

## Erfolge und Auszeichnungen
| - 1928 Stanley-Cup-Gewinn mit den New York Rangers - 1931 NHL Second All-Star Team - 1932 NHL First All-Star Team | - 1933 Stanley-Cup-Gewinn mit den New York Rangers - 1933 NHL First All-Star Team - 1934 NHL Second All-Star Team |

## Karrierestatistik
(Legende zur Spielerstatistik: Sp oder GP = absolvierte Spiele; T oder G = erzielte Tore; V oder A = erzielte Assists; Pkt oder Pts = erzielte Scorerpunkte; SM oder PIM = erhaltene Strafminuten; +/− = Plus/Minus-Bilanz; PP = erzielte Überzahltore; SH = erzielte Unterzahltore; GW = erzielte Siegtore; 1 Play-downs/Relegation; Kursiv: Statistik nicht vollständig)

## Spitzname
Johnson erhielt aufgrund seines Vornamens zuerst den Spitznamen „Ivan The Terrible“ (dt.: „Iwan der Schreckliche“). In Anbetracht seines leicht orientalischen Aussehens etablierte sich jedoch der Beiname „Ching“, so skandierten die Fans „Ching, Ching Chinaman“, wenn er auf dem Eis war. „Ching“ (bzw. in anderer Transkription auch Cheng oder Zheng) ist in diesem Zusammenhang schlicht ein geläufiger chinesischer Name.